# Elementare Unterstruktur
Der Begriff elementare Unterstruktur (oder elementare Substruktur) entstammt der Modelltheorie, einem Gebiet der mathematischen Logik.
Eine Struktur {\displaystyle {\mathfrak {B}}} ist elementare Unterstruktur der Struktur {\displaystyle {\mathfrak {A}}}, wenn sie Unterstruktur im algebraischen Sinn ist und für ihre Elemente in beiden Strukturen die gleichen Aussagen gelten.
Man sagt dann auch: {\displaystyle {\mathfrak {A}}} ist elementare Erweiterung von {\displaystyle {\mathfrak {B}}} und verwendet als mathematische Symbolschreibweise {\displaystyle {\mathfrak {B\prec A}}} (oder {\displaystyle {\mathfrak {A\succ B}}}; oft wird auch {\displaystyle {\mathfrak {B\preccurlyeq A}}} und {\displaystyle {\mathfrak {A\succcurlyeq B}}} geschrieben).

## Präzisierung
{\displaystyle {\mathfrak {A}}} soll eine beliebige Struktur sein und {\displaystyle {\mathcal {L}}_{\mathfrak {A}}} die Sprache, die die entsprechenden Funktions-, Relations- und Konstantensymbole zur Signatur von {\displaystyle {\mathfrak {A}}} enthält und {\displaystyle {\mathfrak {B}}} eine Struktur mit gleicher Signatur.
Dann ist die Aussage „{\displaystyle {\mathfrak {B}}} ist eine elementare Unterstruktur von {\displaystyle {\mathfrak {A}}}“ durch folgende beiden Bedingungen definiert:
- für die Trägermengen gilt {\displaystyle B\subseteq A}.
- Für jede Formel {\displaystyle \varphi \in {\mathcal {L}}_{\mathfrak {A}}} mit freien Variablen {\displaystyle x_{1},\dots ,x_{n}} und jede Belegung dieser Variablen mit Elementen {\displaystyle b_{1},\dots ,b_{n}\in B} gilt: {\displaystyle {\mathfrak {A}}\models \varphi (b_{1},\dots ,b_{n})\Longleftrightarrow {\mathfrak {B}}\models \varphi (b_{1},\dots ,b_{n})}

Man kann die zweite Bedingung auch so ausdrücken:
- Erweitert man die Sprache {\displaystyle {\mathcal {L}}_{\mathfrak {A}}} um eine Konstantenmenge {\displaystyle \left\{{\dot {a}}|a\in A\right\}}, dann gilt  {\displaystyle {\mathfrak {A\equiv B}}} für die erweiterten Strukturen (wenn jeweils die Konstante {\displaystyle {\dot {a}}} durch {\displaystyle a\,} belegt wird), d. h. die erweiterten Strukturen sind elementar äquivalent.

Ist {\displaystyle \Phi :{\mathfrak {B\hookrightarrow A}}} ein Monomorphismus, d. h. ein injektiver starker Homomorphismus, dessen Bild {\displaystyle {\mathfrak {\widehat {B}}}} eine elementare Unterstruktur von {\displaystyle {\mathfrak {A}}} ist, dann nennt man {\displaystyle \Phi } eine elementare Einbettung.
Die Ausdrucksweise „Es gibt eine elementare Erweiterung von {\displaystyle {\mathfrak {A}}}“ wird auch verwendet, wenn es eine Struktur {\displaystyle {\mathfrak {B}}} und eine elementare Einbettung {\displaystyle {\mathfrak {A\to B}}} gibt.
Eine Theorie {\displaystyle {\mathcal {T}}} heißt modellvollständig, wenn für zwei Modelle von {\displaystyle {\mathcal {T}}} gilt: aus {\displaystyle {\mathfrak {B\subseteq A}}} folgt {\displaystyle {\mathfrak {B\prec A}}}.

## Aussagen über elementare Substrukturen
- Auf Alfred Tarski gehen folgende Versionen des Satzes von Löwenheim-Skolem zurück, die auch als Sätze von Löwenheim-Skolem-Tarski bezeichnet werden (mit ZFC):
  - („abwärts“) Ist {\displaystyle {\mathfrak {A}}} eine beliebige (unendliche) Struktur und {\displaystyle {\mathcal {L}}_{A}} die zugehörige Sprache, dann gibt es für alle Kardinalitäten {\displaystyle \kappa } mit {\displaystyle \operatorname {card} ({{\mathcal {L}}_{A}})\leq \kappa \leq \operatorname {card} (A)} eine elementare Substruktur {\displaystyle {\mathfrak {B\prec A}}} mit {\displaystyle \operatorname {card} (B)=\kappa }
  - („aufwärts“) Für alle {\displaystyle \kappa \geq \max(\operatorname {card} ({{\mathcal {L}}_{A}},\operatorname {card} (B))} gibt es eine elementare Erweiterung {\displaystyle {\mathfrak {B\succ A}}}.

- Ist {\displaystyle \operatorname {card} (A)} endlich, dann hat {\displaystyle {\mathfrak {A}}} keine echten elementaren Unterstrukturen.

## Tarski-Vaught-Test
Der Tarski-Vaught-Test, benannt nach Alfred Tarski und Robert Vaught, gibt ein Kriterium an, wie man in der Prädikatenlogik erster Stufe die Beziehung {\displaystyle {\mathfrak {B\prec A}}} prüfen kann. Zum Nachweis von {\displaystyle {\mathfrak {B\prec A}}} muss man zeigen, dass jede in {\displaystyle {\mathfrak {A}}} für Elemente aus {\displaystyle B} geltende Formel auch schon in {\displaystyle {\mathfrak {B}}} gilt. Ein Blick auf die induktive Konstruktion der Formeln zeigt, dass hier am ehesten die Existenzaussagen zu einem Scheitern führen, denn das, was es in {\displaystyle A} zu Elementen aus {\displaystyle B} gibt, muss es ja nicht schon in der kleineren Menge {\displaystyle B} geben, wie auch die unten angegebenen Beispiele zeigen. Der Tarski-Vaught-Test sagt aus, dass das auch schon alles ist, worauf man achten muss:
Tarski-Vaught-Test: Es gilt {\displaystyle {\mathfrak {B\prec A}}} genau dann, wenn {\displaystyle {\mathfrak {B}}\subset {\mathfrak {A}}}, das heißt {\displaystyle {\mathfrak {B}}} ist Unterstruktur von {\displaystyle {\mathfrak {A}}}, und es gilt
- Für alle natürlichen Zahlen {\displaystyle n} und alle Formeln {\displaystyle \varphi =\varphi (v_{0},\ldots ,v_{n})} mit freien Variablen in {\displaystyle v_{0},\ldots ,v_{n}} und alle {\displaystyle n}-Tupel {\displaystyle (b_{1},\ldots ,b_{n})\in B^{n}} gilt: Wenn {\displaystyle {\mathfrak {A}}\models \exists x\varphi (x,b_{1},\ldots ,b_{n})}, dann gibt es ein {\displaystyle b\in B} mit {\displaystyle {\mathfrak {A}}\models \varphi (b,b_{1},\ldots ,b_{n})}.

## Beispiele
- Betrachtet man {\displaystyle \mathbb {Q} } und {\displaystyle \mathbb {R} } als reine Ordnungsstrukturen, dann gilt {\displaystyle \mathbb {Q} \prec \mathbb {R} }. Elementare Unterstrukturen müssen schon aus Kardinalitätsgründen nicht isomorph zur Ausgangsstruktur sein.
- Andererseits ist aber {\displaystyle \mathbb {Q} \not \prec \mathbb {R} }, wenn man beide als Ringe betrachtet. {\displaystyle \left[\mathbb {R} \models \ \exists x:x^{2}=2\right]}. Es kann also von der betrachteten Signatur abhängen, ob {\displaystyle {\mathfrak {B\prec A}}} gilt oder nicht.
- Bezeichnet {\displaystyle 2\mathbb {Z} } die Struktur der geraden Zahlen (als reine Ordnungsstruktur), dann ist {\displaystyle 2\mathbb {Z} \not \prec \mathbb {Z} }. Dies zeigt, dass eine isomorphe Unterstruktur nicht elementare Unterstruktur sein muss. {\displaystyle \left[\mathbb {Z} \models \ \exists x:\left(0<x\land x<2\right)\right]}
- Die Theorie der algebraisch abgeschlossenen Körper ist modellvollständig, obwohl sie nicht vollständig ist!
- In der Nonstandardanalysis ist die Struktur der hyperreellen Zahlen eine elementare Erweiterung von {\displaystyle \mathbb {R} }. (Sowohl die Theorie der reell-abgeschlossenen Körper als auch die Theorie der reell-abgeschlossenen geordneten Körper sind modellvollständig.)